# Fernando Samoya
Fernando G. Samoya Estrada (ur. 5 października 1940 w mieście Gwatemala) – gwatemalski strzelec, olimpijczyk.
Wystąpił na Letnich Igrzyskach Olimpijskich 1968, na których wystartował w strzelaniu z pistoletu szybkostrzelnego z 25 metrów. Uplasował się na 29. miejscu wśród 56 startujących strzelców.

## Wyniki olimpijskie
| Igrzyska | Konkurencja                   | Wynik                 | Miejsce | Źródło |
| -------- | ----------------------------- | --------------------- | ------- | ------ |
| IO 1968  | Pistolet szybkostrzelny, 25 m | 579 punktów (291-298) | 29      | [ 1 ]  |